# Auf einem langen Weg
Auf einem langen Weg. Was die Adamek-Kinder erlebten, als der Krieg zu Ende ging ist ein 1978 erschienenes Jugendbuch von Gudrun Pausewang, das die Geschichte der beiden Adamek-Söhne, Werner (10 Jahre) und Achim (6 Jahre), erzählt, die in den letzten Monaten des Zweiten Weltkrieges mit ihrer Mutter aus ihrer Heimatstadt in Schlesien  fliehen müssen.

## Inhalt
Als der mit Flüchtlingen überfüllte Zug, in dem sich Werner und Achim Adamek mit ihrer Mutter befinden, bombardiert wird, werden die Kinder von ihrer Mutter getrennt. Sie wird verletzt und in ein Krankenhaus gebracht. Als der Zug einen Zwischenhalt macht, versuchen die Kinder zu ihrer Mutter zu gelangen, die ganz in der Nähe in einem Krankenhaus liegen soll, treffen sie dort jedoch nicht mehr an. Auf dem Weg zurück zum Zug werden sie von Fliegeralarm überrascht und suchen Schutz in einem Bunker. Als der Alarm vorbei ist, stellen Werner und Achim fest, dass der Zug ohne sie weitergefahren ist. So beschließen sie, den Weg zu ihrer Tante Leni Menk in Glauchau durch das vom Krieg zerstörte Deutschland allein zu bewältigen. Außer ihren Mänteln und ein wenig Proviant haben sie nichts bei sich; nachts suchen sie Zuflucht in einem beliebigen Unterschlupf. Neben dem Hunger macht ihnen auch die Kälte zu schaffen. Als sein kleiner Bruder krank wird, sucht Werner auf einem Bauernhof Hilfe, die den Kindern auch gewährt wird. Als es Achim wieder besser geht, wandern die Jungen weiter. Ihre Sohlen sind inzwischen so durchgelaufen, dass sie nur langsam vorankommen. Ein russischer Lastwagen nimmt die beiden bis Dresden mit – Glauchau ist nun nur noch circa sechzig Kilometer entfernt. Eine Fügung des Schicksal will es, dass ihnen ein Ehepaar Fahrkarten für einen Zug bezahlt, der bis Glauchau fährt. 
Als Werner und Achim bei ihrer Tante eintreffen, stoßen sie dort auf ihre Eltern, die befürchteten, dass ihre Kinder tot seien.

## Schlussfolgerung
Dass die Mutter gleich zu Beginn der Geschichte durch die Bombardierung des Zuges mit Knochenbrüchen und Gehirnerschütterung in ein umliegendes Krankenhaus gebracht und somit von den Kindern getrennt wird, gibt die Möglichkeit, die Geschichte auf die beiden Söhne zu fokussieren. Sie lernen das ganze Elend der Flucht kennen und müssen sich auch gegen Erwachsene zur Wehr setzen.

## Zielgruppe
- Jugendliche ab 12 Jahren

## Verfilmung
Das Buch wurde 1984 verfilmt. Am 25. Februar 2009 gab Studio Hamburg Enterprises den Film innerhalb der Reihe „Große Geschichten“ unter der Nummer 19 als DVD heraus.